# 2021년 허난 홍수

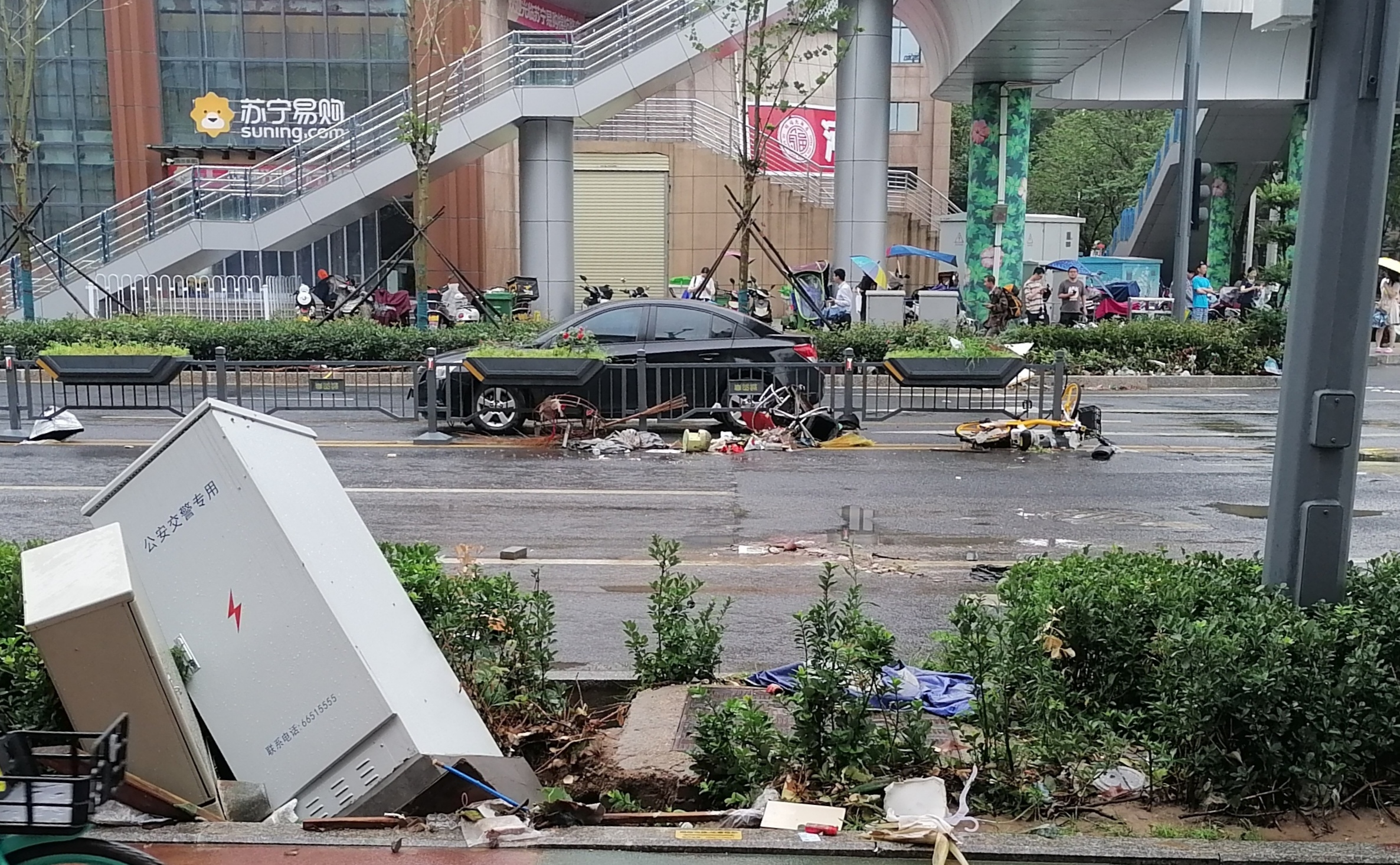

2021년 허난 홍수는 2021년 7월 17일부터 시작된 중화인민공화국 허난성에서 발생한 홍수를 말한다. 300명 이상의 사망자가 확인되고 있다.

## 같이 보기
- 2021년 유럽 홍수